# Jean-Pierre Arrignon
Pour les articles homonymes, voir Arrignon.
Jean-Pierre Arrignon, né le 7 avril 1943 à Nantes et mort le 13 avril 2021 à Paris, est un historien français, spécialiste du Moyen Âge et de la Russie contemporaine.

## Biographie
Agrégé d’histoire et docteur d'État, il a fait ses études à l’École pratique des hautes études. Il a soutenu sa thèse intitulée La chaire métropolitaine de Kiev, des origines à 1240 à l'université Paris 1 Panthéon-Sorbonne en 1986, sous la direction d’Hélène Ahrweiler. Ses recherches portent sur le monde slave médiéval : politique, religieux, militaire, culturel entre le VIIe et le XVe siècle. Son intérêt s'étend également à l’orthodoxie, à l'histoire de la Russie contemporaine, en particulier autour de Vladimir Poutine. Il a enseigné à l’université de Poitiers et y a exercé la fonction de doyen de la faculté des sciences humaines. En 1994, il est élu professeur associé de l’université d'État de Iaroslavl (Russie).
De janvier 1995 à 2000, Jean-Pierre Arrignon a présidé le Centre de culture européenne de Saint-Jean-d'Angely. Il a été cofondateur de la Maison Poitou-Charentes à Yaroslavl (Russie). Il a été conseiller Défense auprès du préfet de région Poitou-Charentes. En 1994, il a été élu Expert du gouvernement polonais pour l'UNESCO. Sous la présidence de René Monory, président du Sénat, Jean-Pierre Arrignon a été membre du conseil d'administration de la Fondation pour la prospective et l'innovation.
À partir de 1978, Jean-Pierre Arrignon est membre de l’Institut des hautes études de la défense nationale (IHEDN). Il est président de l'AR15 de l’IHEDN Nord-Pas-de-Calais - Belgique - Luxembourg.
Il est membre du conseil scientifique de la revue en sciences humaines de l'université de Picardie (Corridor) et du CFEB (Comité Français des Études Byzantines).
Jean-Pierre Arrignon est ensuite professeur d'histoire médiévale à l’université d'Artois, chargé de conférences à l'École des hautes études en sciences sociales (Centre d'études byzantines, néo-helléniques et du sud-est européen).
À partir de juillet 2010, Jean-Pierre Arrignon est président de la délégation du Nord-Pas-de-Calais de « La Renaissance française »

## Publications
- "988-1988, un Millénaire: La Christianisation de la Russie ancienne" (collectif), 1989, Unesco;
- Histoire de l'Europe (sous la direction de Jean Carpentier et François Lebrun), Éditions du Seuil, 1990
- Les Églises slaves : des origines au XVe siècle, Desclée de Brouwer, 1991  (ISBN 2718905263)
- La France et les Français aux XIVe et XVe siècles : société et population (en collaboration avec Elisabeth Carpentier), Éd. Ophrys, 1993
- Byzance et le monde orthodoxe (en collaboration avec Alain Ducellier), Éd. Armand Colin, 1997  (ISBN 9782200346997)
- Christianisme et chrétientés en Occident et en Orient (milieu VIIe- milieu XIe siècle), Gap-Paris, Ophrys, (Documents), 1997 (en collaboration avec Bernard Merdrignac et Cécile Treffort).
- (de) Ränder und Grenzen Europas - eine geopolitische Betrachtung", dans L. Künhardt et M. Rutz (sous la direction de), Die Wiederentdeckung Europas : ein Gang durch Geschichte und Gegenwart, Stuttgart, Deutsche Verlag-Anstalt, 1999, p. 136-148
- "Dictionnaire du Moyen Age" (sous la direction de Claude Gauvard), ed. Quadridge/PUF, 2002;
- (avec Paolo Odorico) L'Akrite : l'épopée byzantine de Digénis Akritas, Éd. Anacharsis, 2002
- La Russie médiévale, Les Belles lettres, 2003  (ISBN 225141021X)
- Byzance : économie et société (VIIe – XIIe siècle), Ellipse, 2007  (ISBN 9782729830120)
- Histoire du monde (sous la direction de Georges Jehel), Éditions du Temps, 2007
- Russie, collection « Culture Guides », PUF, avril 2008  (ISBN 9782130554349)
- Chronique de Nestor : naissance des mondes russes, Éd. Anacharsis, 2008  (ISBN 2914777191)
- Pouvoirs, Église et société dans les royaumes de France, Bourgogne et Germanie aux Xe et XIe siècles (888-vers 1110), Éditions du Temps, Nantes, 2008 (en collaboration avec Jean Heuclin)
- Les trente nuits qui ont fait l’histoire, collectif, Éd. Belin, 2014
- Russie des tsars : d'Ivan le Terrible à Vladimir Poutine, collectif, Éd. Perrin, 2016
- Une Histoire de la Russie, Éd. Perrin, 2020

## Distinctions
- Chevalier de l'ordre national du Mérite
- Officier de l'ordre des Palmes académiques
- Docteur honoris causa de l'université d'État de Iaroslavl